# Neoglyphidodon melas
Espèce
Synonymes
- Abudefduf melanopus (Bleeker, 1856)[1]
- Abudefduf melas (Cuvier, 1830)[1]
- Abudefduf rhomaleus (Snyder, 1911)[1]
- Abudefduf xanthonotus (Bleeker, 1859)[1]
- Glyphisodon ater (Cuvier, 1830)[1]
- Glyphisodon melanopus (Bleeker, 1856)[1]
- Glyphisodon melas (Cuvier, 1830)[1]
- Glyphisodon xanthonotus (Bleeker, 1859)[1]
- Paraglyphidodon melanopus (Bleeker, 1856)[1]
- Paraglyphidodon melas (Cuvier, 1830)[1]

Neoglyphidodon melas, communément appelé Demoiselle à front jaune, est une espèce de poissons de la famille des Pomacentridae.

## Répartition
Neoglyphidodon melas se rencontre dans le bassin Indo-Pacifique.

## Description
La taille maximale connue pour Neoglyphidodon melas est de 180 mm.